# Starý Plzenec (nádraží)
Starý Plzenec je železniční stanice v centrální části města Starý Plzenec v okrese Plzeň-město v Plzeňském kraji nedaleko řeky Úslavy. Leží na elektrizované (25 kV, 50 Hz AC) trati Plzeň – České Budějovice.

## Historie
Stanice byla vybudována jakožto součást Dráhy císaře Františka Josefa (KFJB) spojující Vídeň, České Budějovice a Plzeň, roku 1872 prodloužené až do Chebu na hranici Německa, podle typizovaného stavebního návrhu. 1. září 1868 byl s místním nádražím uveden do provozu celý nový úsek trasy z Českých Budějovic do Plzně.
Elektrická trakční soustava zde byla zprovozněna 1. dubna 1962.

## Popis
Nachází se zde dvě nekrytá jednostranná nástupiště, k příchodu k vlakům slouží přechody přes koleje. Ve stanici je instalován informační systém pro cestující INISS.